# Arancibia de Puntarenas
Arancibia es un distrito del cantón de Puntarenas, en la provincia de Puntarenas, de Costa Rica.

## Historia
Arancibia fue creado el 9 de noviembre de 2000 por medio de Ley 8044.

## Geografía
Arancibia cuenta con un área de 44,86 km² y una altitud media de 560 m s. n. m.
Por su ubicación geográfica para acceder a Arancibia debe atravesarse todo el cantón de Montes de Oro.

## Demografía
Para el año 2022, Arancibia cuenta con una población estimada de 854 habitantes, y para el último censo efectuado, en 2011, Arancibia contaba con una población de 665 habitantes.

## Localidades
- Cabecera: Bajo Caliente
- Poblados: Arancibia Norte, Arancibia Sur, Corazón de Jesús, Las Lagunas, Ojo de Agua, Rincón, San Martín Norte, San Martín Sur, San Rafael.